# Otto Lawaetz
Otto Lawaetz, född 16 oktober 1829, död 6 juni 1914, var en dansk lantman. 
Fadern var från Holstein, men Lawaetz kom redan i tioårsåldern med familjen till Jylland, där fadern förpaktade fem mejerier i Koldingtrakten. Efter faderns död tvingades han i mycket ung ålder på moderns och syskonens vägnar leda driften av mejerierna, senare förpaktade han själv några mejerier på Jylland och Själland. År 1860 blev han förpaktare till Kalundborg Ladegård, som han köpte 1887, och 1866 blev han ägare till Refsnæsgård. 
Lawaetz var särskilt framstående som nötkreatursuppfödare och mejeriman, och tre gånger kallades han som domare vid utländska mejeriutställningar. Han hade en betydande roll i det själländska lantbruket och under en följd av år var han ofta gäst i lantbrukspressen. Han utgav Praktisk Anvisning til Kvægavl og Mejeridrift for mindre Jordbrug (1870) och Praktisk Landbrug (1903), vilka utkom i flera upplagor och särskilt den första var ett för sin tid framstående arbete.